# Aschehoug Dansk Forlag
Aschehoug Dansk Forlag A/S var et dansk forlag, der blev etableret i 1908.
Aschehoug Dansk Forlag etableredes af det norske forlag H. Aschehoug & Co., der blev grundlagt i Kristiania i 1872. I løbet af begyndelsen af 1900-tallet voksede forlaget sig stort og bidrog med sine mange titler til, at Norge fik en selvstændighed inden for litteraturen. Også for faglitteraturen har forlaget været førende.
I 1908 ekspanderede Aschehoug med en filial i København, som i 1926 kom på danske hænder og siden har haft en vigtig position på det danske bogmarked. I 1961 blev Aschehoug indlemmet i Egmont-koncernen og markerede sig særligt i 1990'erne med mange biografier og erindringsbøger. I 2006 havde forlaget 160 ansatte og omsatte for 470 mio. kr. årligt. I 2007 opkøbte Aschehoug den svenske Bonnier-koncerns forlagsaktiviteter. Aschehoug ændrede ved den lejlighed navn til Lindhardt & Ringhof.